# 22161 Santagata
22161 Santagata è un asteroide della fascia principale. Scoperto nel 2000, presenta un'orbita caratterizzata da un semiasse maggiore pari a 2,7318141 UA e da un'eccentricità di 0,0908718, inclinata di 2,48248° rispetto all'eclittica.